# Гомоароматичність
Го́моаромати́чність (рос. гомоароматичность, англ. homoaromaticity) — властивість циклічних кон'югованих сполук, що мають ланцюг з 4n+2 π-електронами (n= 1, 2, 3…), кінці якого не замкнені на себе, а роз'єднані метиленовим містком, який виходить з площини, проявляти ароматичність за рахунок взаємодії кінцевих р-орбіталей безпосередньо не зв'язаних атомів, що й забезпечує циклічність єдиної π-системи; звичайно це катіони, як, наприклад, катіон гомотропілію C8H9+.